# 矢沢みつみ
矢沢 みつみ（やざわ みつみ、1973年11月4日 - ）は、女子自転車競技（MTB・クロスカントリー）選手。小学校教師。ニックネームはみっつん。

## 来歴
山梨県出身。血液型はA型。2006年に、小学校で教師をする傍ら、３連覇を掛けて富士ヒルクライムに挑戦した姿をドキュメントで取り上げられた。2008年には、北京五輪出場を目指す姿を追ったドキュメントが放送されている。永らく全日本タイトルに一歩届かなかったが、2010年JCF MTB ジャパンシリーズでジャパンシリーズランキングを制し、シリーズチャンピオンになった。全日本マウンテンサイクリングin乗鞍の女子レコード保持者である。ふじてんスノーリゾートには、彼女が監修し名前を冠したクロカンコースが存在する。一方、スキーでは指導員の資格を持ち、山梨県スキー技術選手権大会で優勝した経験もある。

## 主な戦歴
2006年
- 全日本MTB選手権　2位
- MTB ナショナルポイントランキング 3位
- MTB ジャパンシリーズ 2位
- 乗鞍ヒルクライムMTBの部　優勝

2007年
- JCFジャパンシリーズ最終戦　石川瀬女　優勝
- 全日本MTB選手権　2位
- MTB ナショナルポイントランキング 3位
- MTB ジャパンシリーズ 3位
- 乗鞍ヒルクライムロード女子A　優勝

2008年
- 世界選手権 イタリア コメッツァドゥーラ 48位
- オリンピック選考会　2位
- MTB ナショナルポイントランキング 3位
- MTB ジャパンシリーズ 2位
- 乗鞍ヒルクライムロード女子A　優勝

2009年
- 全日本MTB選手権　3位
- MTB ナショナルポイントランキング 3位
- MTB ジャパンシリーズ 3位
- Mt.富士ヒルクライム　ロードA　2位
- 全日本マウンテンサイクリングin乗鞍　ロードA　2位

2010年
- 全日本MTB選手権　3位
- MTB ナショナルポイントランキング 2位
- MTB ジャパンシリーズ 1位
- ジャパンシリーズ第4戦　白馬　優勝

2011年
- 第1回シングルスピードMTBジャパンオープン 女子　優勝